# آتو (ایندیانا)
آتو (به انگلیسی: Otto) یک منطقهٔ مسکونی در ایالات متحده آمریکا است که در شهرستان کلارک، ایندیانا واقع شده‌است. آتو ۲۳۱٫۰۴ متر بالاتر از سطح دریا واقع شده‌است.